# Иоанн III (патриарх Антиохийский)
Иоанн III (греч. Ιωάννης Γ΄) — патриарх Антиохийский (22 октября 996 — июль 1021).

## Биография
До назначения патриархом Иоанн был хартофилаксом в соборе Святой Софии в Константинополе, где заведовал хранением церковных книг и документов.
Император Василий II возвел его в сан 5 октября 996 года. Одним из известных учеников Иоанна II был первый митрополит Киевский Михаил. Патриарх Иоанн умер в июле 1021 года, он патриаршил 24 года и 9 месяцев.